# Titanites
Titanites — рід амонітів родини Dorsoplanitidae, що існував у пізній юрі. Його скам'янілості були знайдені в Канаді та Великобританії. 

## Опис
Це були швидкі нектонічні хижаки. Види роду титанітів могли досягати значних розмірів, Titanites occidentalis сягав діаметром близько 1,37 м.

## Види
- Titanites anguiformis Wimbledon and Cope, 1978
- Titanites chilensis Biro-Bagoczky, 1976
- Titanites cingulatus (de Haan, 1825)
- Titanites giganteus (Sowerby, 1818)
- Titanites occidentalis Frebold, 1957